# Open Eye Signal
Open Eye Signal è un singolo del musicista britannico Jon Hopkins, pubblicato il 22 aprile 2013 come primo estratto dal quarto album in studio Immunity.

## Tracce
Download digitale
1. Open Eye Signal (Original Mix) – 7:53

Download digitale – Remixes
1. Open Eye Signal (Original Mix) – 7:53
2. Open Eye Signal (Lord of the Isles Remix) – 7:26
3. Open Eye Signal (Luke Abbott Remix) – 6:53
4. Open Eye Signal (Nosaj Thing Remix) – 3:28

CD promozionale (Regno Unito)
1. Open Eye Signal (Radio Edit) – 3:51
2. Open Eye Signal – 7:52
3. Open Eye Signal (Happa Remix) – 6:03
4. Open Eye Signal (Lord of the Isles Remix) – 7:28
5. Open Eye Signal (Luke Abbott Remix) – 6:55
6. Open Eye Signal (Nosaj Thing Remix) – 3:28

12" (Regno Unito)
- Lato A

1. Open Eye Signal (Original) – 7:53
2. Open Eye Signal (Nosaj Thing Remix) – 3:28

- Lato B

1. Open Eye Signal (Happa Remix) – 6:01
2. Open Eye Signal (Lord of the Isles Remix) – 7:26

Download digitale – remix
1. Open Eye Signal (George FitzGerald Remix) – 5:38

## Date di pubblicazione
| Paese       | Data di pubblicazione | Formati                     |
| ----------- | --------------------- | --------------------------- |
| Mondo       | 22 aprile 2013        | Download digitale           |
| Mondo       | 29 aprile 2013        | Download digitale – Remixes |
| Regno Unito | 13 maggio 2013        | 12"                         |
| Mondo       | 28 febbraio 2015      | Download digitale – remix   |